# دافييد بيرمودو
دافييد بيرمودو (بالإسبانية: David Bermudo) (14 يناير 1979 بسانتا كولوما دي جرامانيت في إسبانيا - ) هو لاعب كرة قدم إسباني في مركز الدفاع. شارك مع منتخب إسبانيا تحت 20 سنة لكرة القدم ومنتخب إسبانيا تحت 21 سنة لكرة القدم. أما مع النوادي، فقد لعب مع نادي ألميريا ونادي بادالونا ونادي برشلونة ب ونادي برشلونة ج ونادي برشلونة ونادي بونتيفيدرا ونادي تينيريفي ونادي ساباديل ونادي الخيسيراس.

## وصلات خارجية
- دافييد بيرمودو على موقع الاتحاد الدولي (مؤرشف)  (الإنجليزية)
- دافييد بيرمودو على موقع قاعدة بيانات كرة القدم.إي يو (الإنجليزية)
- دافييد بيرمودو على موقع Soccerway.com (الإنجليزية)